# 挪威国家石油海德罗
挪威国家石油海德罗ASA (原大證1部：STL, ：STO)是一家挪威能源公司，由挪威国家石油和挪威海德罗公司油气部门 于2007年合并建立 StatoilHydro是世界上最大的离岸石油天然气公司，也是北欧地区收入最高的公司。 公司生产分布在18个国家，销售则在8个国家进行。

## 运作

### 上游
挪威国家石油海德罗是挪威大陆架石油最大的经营者，占总产量的60%。该公司运营的油田包括Glitne、Gullfaks、Heidrun等。
除了在挪威大陆架，挪威国家石油海德罗还在阿尔及利亚、安哥拉、阿塞拜疆、巴西、加拿大、中国、伊朗、伊拉克、利比亚、尼日利亚、俄罗斯、美国和委内瑞拉经营一大批油气田。挪威国家石油海德罗在埃及、墨西哥、卡塔尔和阿拉伯联合酋长国设有探索潜在开发资源的办公室，公司的炼油加工厂则分布在比利时, 丹麦、法国和德国。在2006年，挪威国家石油经批准开始实行世界上规模最大的“碳封存”计划，该计划致力于减少大气层中的二氧化碳排放量。

### 中游
挪威国家石油海德罗参与了许多管道的运作，包括Zeepipe, Statpipe, Europipe I和Europipe II以及从挪威大陆架到西欧的Franpipe，以及位于中亚的巴库-第比利斯-ceyhan管道. The pipelines from Norway are organized through Gassled.
公司在伦敦、斯坦福和新加坡设有交易原油、石油精炼产品和液化天然气的办公室。

### 下游

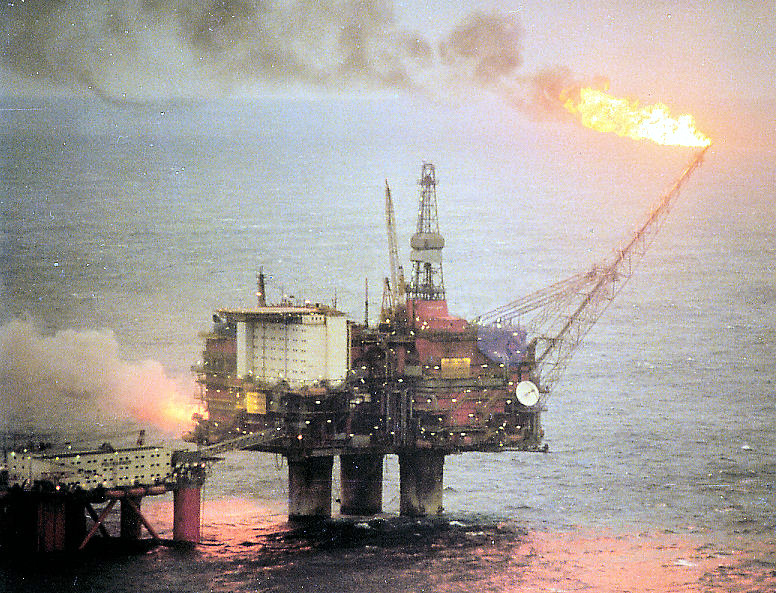
StatoilHydro是挪威北海Statfjord油田的运营商

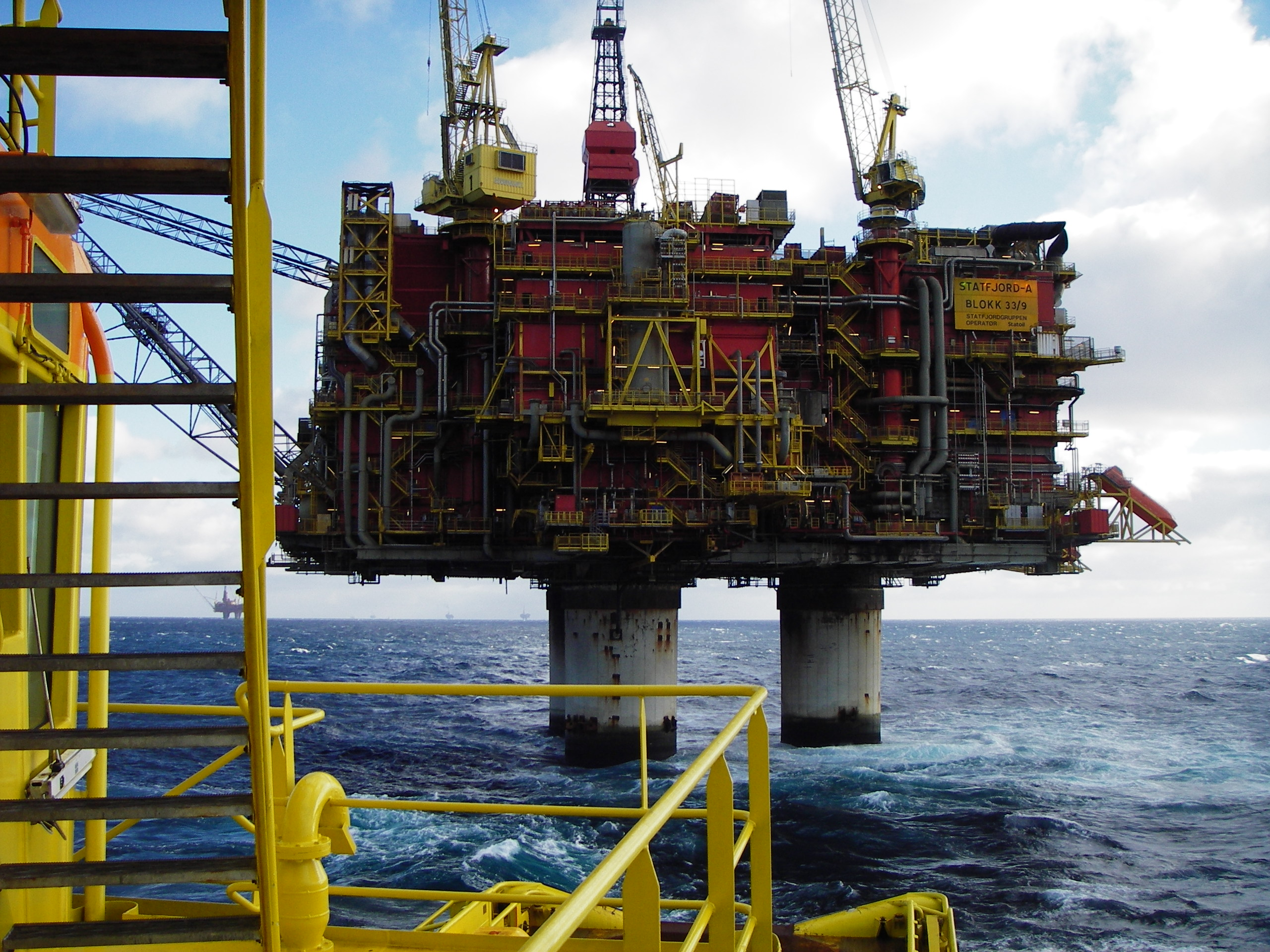
Statfjord A

挪威国家石油海德罗三个品牌的加油站：Statoil、海德罗和1-2-3。这些加油站分别位于丹麦, 爱沙尼亚, 爱尔兰 拉脱维亚, 立陶宛、挪威、波兰、俄罗斯、瑞典，共有大约2,000家。从2008年起，位于爱尔兰共和国的Statoil加油站重命名为Topaz，作为收购爱尔兰石油公司Topaz能源集团的应对举措。

## 历史
挪威国家石油海德罗的资产来源于挪威三大石油公司：挪威国家石油, 挪威海德罗和萨迦石油（后两者1999年合并）。

### 挪威国家石油
Den Norske Stats Oljeselskap A/S (挪威国家石油公司)于1972年7月14日由挪威政府根据挪威议会投票建立，起初是一家封闭式有限公司。

### 合并
2007年上述两家公司合并

### 更名
2009年公司更名为挪威国家石油公司

## 争议和腐败

### Corrib天然气项目
挪威国家石油在 Corrib 天然气项目上是壳牌公司的合作伙伴。该项目打算在爱尔兰西北部海域开发 天然气，然而却备受争议。